# 호스로 1세

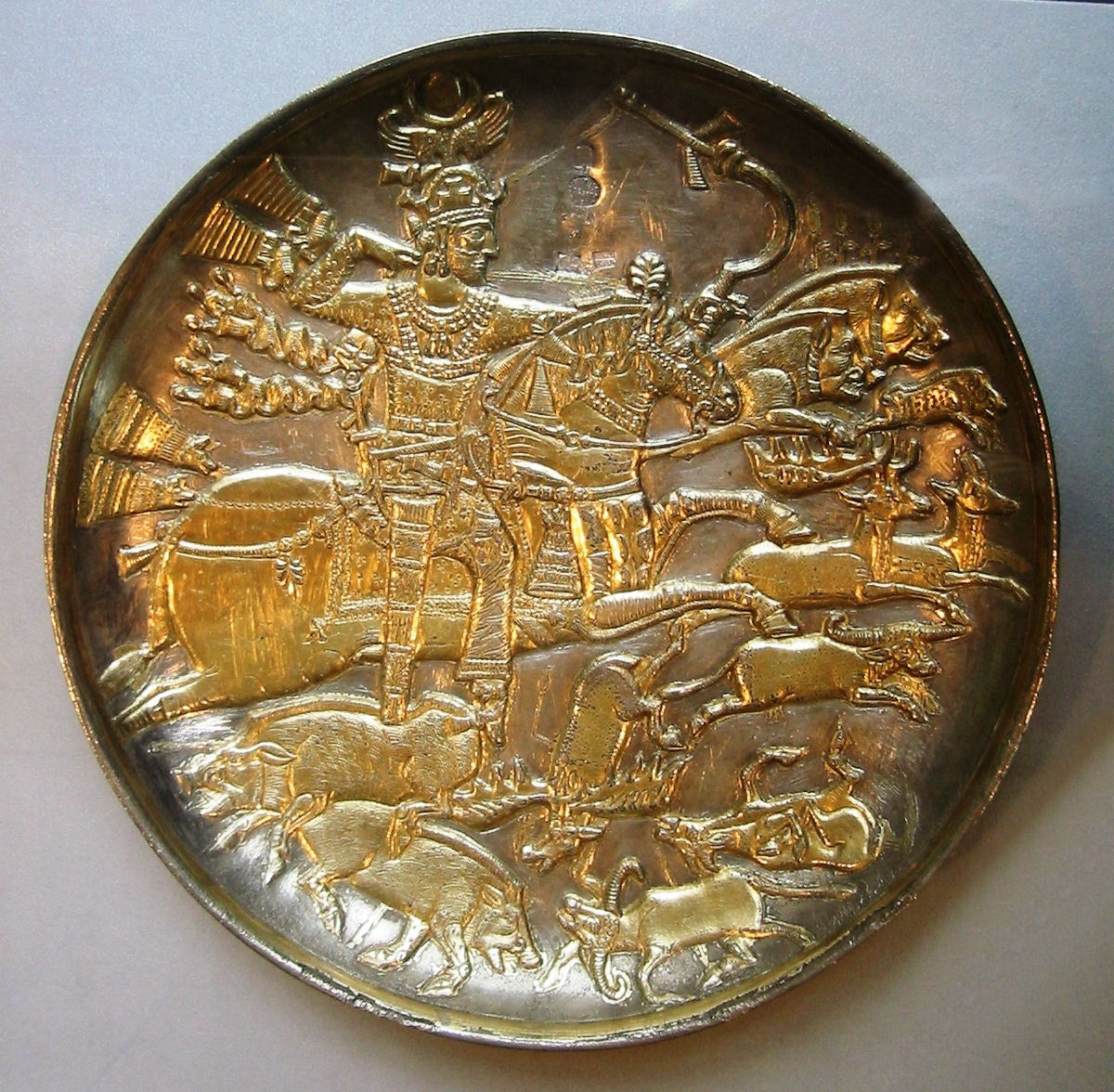
호스로 1세의 사냥하는 모습

호스로 1세(501년~579년, 재위 531년~579년, 페르시아어: انوشیروان)는 사산 왕조의 영주(英主)이다. 아누시르반(Anushirvan, 불사의 영혼을 가진 자)의 이름으로 알려져 있다.
부왕 카바드 1세 시대에 마즈다크에 의해 야기되고 있던 사회적 혼란을 진정시키고 국교인 조로아스터교의 권위를 회복하고, 국내의 여러 개혁을 실시하여 왕권을 강화시켰다. 대외적으로는 동로마의 군대를 격파하여 안티오크를 공략하고 동방에서는 돌궐(突厥, 터키)과 손을 잡고 에프탈을 치고, 남쪽에서는 아라비아의 예멘을 병합했다.